# Diogo Ortiz de Vilhegas
Diogo Ortiz de Vilhegas, chamado Diogo Ortiz de Calçadilha (em castelhano: Diego Ortiz de Villegas, chamado Diego Ortiz de Calzadilla; Calzadilla de los Barros, 1457 – Almeirim, 1519) foi um professor, pregador famoso e prelado português de origem castelhana.
Foi, sucessivamente, Bispo de Tânger (1491  1500), de Ceuta-Primaz de África e Administrador Apostólico de Valença (1500–1504) e Bispo de Viseu (1505  1519).[carece de fontes?]

## Biografia
D. Diogo Ortiz de Vilhegas era filho de Alfonso Ortiz de Villegas, natural de Toledo, e de sua mulher María de Silva, filha do segundo casamento do 1.º Conde de Cifuentes e 1.º Senhor de Montemayor, tendo vindo para Portugal com seus irmãos Fernán Ortiz de Villegas, depois Fernão Ortiz de Vilhegas (casado com Brites Fernandes da Costa e pai de Diogo Ortiz de Vilhegas), e Íñigo Ortiz de Villegas, chamado Íñigo Ortiz de Calzadilla, depois Inácio Ortiz de Vilhegas, chamado Inácio Ortiz de Calçadilha, casado com geração, e irmã Mencía Ortiz de Villegas, depois Mécia Ortiz de Vilhegas, mulher de Pedro Fernandes de Vila Nova, sem geração.
Veio para Portugal no tempo de D. Afonso V como Confessor da princesa D. Joana, a Beltraneja, tendo sido muito estimado de D. João II e D. Manuel I. Assim, ainda na década de 1480, D. João II encarregou-o de analisar as propostas de navegação do genovês Cristóvão Colombo, e esteve presente quando o rei encarregou Pêro da Covilhã e Afonso de Paiva de demandarem o Preste João, tendo passado pelo seu crivo o mapa-múndi que foi entregue aos dois exploradores. Como recompensa, em 1491, D. João nomeou-o Prior do Mosteiro de São Vicente de Fora e Bispo de Tânger.[carece de fontes?]
Acompanhou o monarca nos seus derradeiros anos, tendo assistido à sua morte no Alvor, em 1495; no seu testamento, o defunto Rei encomendava o seu leal servidor ao Duque de Beja e seu sucessor na Coroa, D. Manuel. Este, seguindo a linha do seu antecessor, nomeou D. Diogo sucessivamente para o Bispado de Ceuta (1500) e em 1504 para o Bispado de Viseu (tomando posse em 1505).
São múltiplas as demonstrações de serviço e confiança em Ortiz de Vilhegas por parte da coroa portuguesa. Nomeadamente integrou a comitiva manuelina em importante jornada ao Reino de Castela (1498); pregou em Lisboa na chegada da armada de Vasco da Gama (1499), foi o orador da missa de despedida da esquadra de Pedro Álvares Cabral, quando este deixou Portugal, a 8 de Março de 1500; assumiu o papel de Mestre de Gramática do seu filho e herdeiro, o príncipe D. João (futuro D. João III); 1509–1510), perto do final da vida (1517), ainda recebeu a incumbência de ser Capelão-Mor da Infanta D. Isabel e, no seu testamento, D. Manuel I mandou que se morresse na menoridade do Príncipe o Reino fosse governado, entre outros, por este Bispo.
O prelado também interveio no processo da expulsão e batismo forçado dos judeus em 1497 e compôs um catecismo que também se destinava à instrução na fé católica desta comunidade.
Faleceu em Almeirim em 1519, tendo sido sepultado no Mosteiro de Nossa Senhora da Serra, nessa mesma vila, pertença da Ordem de São Domingos.[carece de fontes?]
Teve uma filha, Isabel Ortiz de Vilhegas, casada com Lourenço Soares de Abreu, Vedor da Casa do Cardeal Infante, com geração.